# Giuseppe Patanè
Giuseppe Patanè (Napoli, 1º gennaio 1932 – Monaco di Baviera, 29 maggio 1989) è stato un direttore d'orchestra italiano.

## Biografia
Figlio del direttore d'orchestra Franco Patanè (1908–1968) studiò musica presso il conservatorio di San Pietro a Majella, nella sua città natale, dove debuttò nel 1951.
Al Grand Théâtre di Ginevra nel 1958 dirige l'Orchestre de la Suisse Romande ne La bohème.
Divenne poi direttore principale del Teatro dell'Opera di Linz dal 1961 al 1962. e della Münchner Rundfunkorchester dal 1985 al 1989.
Al Wiener Staatsoper debutta nel 1962 con Un ballo in maschera, poi Otello, La bohème con Rolando Panerai, Wilma Lipp e Graziella Sciutti, Rigoletto e Don Pasquale e nel 1963 Cavalleria rusticana con Gundula Janowitz, Pagliacci, Aida con Carlo Cava e Giuseppe Taddei, Madama Butterfly e Turandot con Amy Shuard, Ivo Vinco e Franco Corelli.
Al Teatro dell'Opera di Roma nel 1964 dirige Tosca con Régine Crespin, Tito Gobbi e Daniele Barioni.
Nel 1967 è stato Direttore artistico della Real Opera di Copenaghen.
Ancora a Vienna nel 1968 dirige Falstaff con Wladimiro Ganzarolli e nel 1970 La traviata.
Al Teatro alla Scala di Milano nel 1970 dirige la prima rappresentazione di Rigoletto con Piero Cappuccilli ed Adriana Lazzarini, poi Don Carlo, L'elisir d'amore con Luciano Pavarotti ed Il trovatore con Fiorenza Cossotto.
Al Teatro Verdi nel 1971 dirige La traviata con Maria Chiara ed Ottavio Garaventa.
A Edimburgo nel 1972 dirige Attila con Renato Bruson nella trasferta del Teatro Massimo Vittorio Emanuele di Palermo.
A Barcellona nel 1973 dirige Un ballo in maschera con Plácido Domingo, Montserrat Caballé e Cornell MacNeil.
Ancora a Ginevra nel 1973 dirige Samson et Dalila con Tatiana Troyanos.
Nel 1975 alla Scala dirige La bohème e la prima di Attila con Nicolai Ghiaurov ed al Metropolitan Opera House di New York debutta dirigendo La Gioconda con Fedora Barbieri.
Nel 1976 a Trieste dirige Lohengrin, a Ginevra La fanciulla del West e Turandot con Birgit Nilsson e Leona Mitchell ed a Vienna Il trovatore, Don Giovanni e Carmen.
nel 1977 a Vienna dirige La forza del destino, Lohengrin, Tosca con Anna Tomowa-Sintow, José Carreras e Sherrill Milnes, Norma, Der fliegende Holländer con Gwyneth Jones ed I Capuleti e i Montecchi con Agnes Baltsa ed al Metropolitan Madama Butterfly con Renata Scotto ed Il trovatore.
Nel 1978 al Met dirige Cavalleria rusticana, Pagliacci con Cornell MacNeil, Rigoletto, Carmen ed Aida con Carlo Bergonzi, alla Scala La forza del destino con Montserrat Caballé, Carreras e Sesto Bruscantini ed a Vienna Il barbiere di Siviglia e Lucia di Lammermoor con Edita Gruberová. 
Nel 1979 a Ginevra dirige La forza del destino, a Vienna La fanciulla del West e nel 1980 al Met La Gioconda con Grace Bumbry, Carlo Bergonzi, Lohengrin con Siegfried Jerusalem, Tosca con Renato Capecchi ed Un ballo in maschera con Katia Ricciarelli e Pavarotti. Fino al 1983 il maestro dirige 133 rappresentazioni del Met.
Nel 1980 alla Scala dirige Tosca con Éva Marton, Gianfranco Cecchele e Angelo Nosotti, a Lonfra La fanciulla del West con Arleen Saunders, Giuseppe Giacomini e Silvano Carroli e nel 1981 a Vienna L'elisir d'amore. Il maestro ha diretto in 128 rappresentazioni viennesi fino al 1983.
Nel 1982 alla Scala dirige Simon Boccanegra con Mirella Freni ed Anna Bolena con la Caballé e a Ginevra La traviata con Leo Nucci e Katia Ricciarelli.
Nel 1983 dirige la Forza del Destino a Bologna con Galina Savova, Matteo Manuguerra e Giorgio Casellato-Lamberti. 
Alla Scala nel 1984 dirige Lucia di Lammermoor con Leo Nucci, Luciana Serra e Alfredo Kraus, a Monaco di Baviera Adriana Lecouvreur con Margaret Price e Neil Shicof. Nel 1986 dirige Aida alla Scala e Anna Bolena al festival di Bregenz con Katia Ricciarelli e Francisco Araiza.
Nel 1987 a Roma dirige Macbeth con Renato Bruson, Bonaldo Giaiotti e Ghena Dimitrova ed alla Scala Il tabarro e Pagliacci con Carreras e William Matteuzzi.
Nel 1988 alla Scala dirige Cavalleria rusticana con Giorgio Zancanaro e Gianni Schicchi con Juan Pons ed a Ginevra Mefistofele con Samuel Ramey.
Tra il 2 e il 3 febbraio 1989 dirige alla Konzerthaus di Vienna, La favorita (in concerto) con Alfredo Kraus, Agnes Baltsa, Paolo Gavanelli e László Polgár; i concerti furono registrati per l'edizione discografica (si parlava della EMI), ma non si arrivò mai a pubblicare.
Morì, per un attacco di cuore, mentre dirigeva una rappresentazione de Il barbiere di Siviglia alla Bayerische Staatsoper di Monaco di Baviera, il 29 maggio 1989. Venne prontamente portato in ospedale ma vi giunse già morto. Egli e sua moglie Rita, dalla quale era già separato al momento della morte, ebbero due figlie.

## Discografia
- 1972: Saint-Saens: Samson et Dalila: Ludwig, King, Weikl, Malta, Patanè: RCA Eurodisc -1980 Verdi: Ballo in maschera, Patanè/Pavarotti/Freni/Blegen, Decca DVD
- 1986 Umberto Giordano: Fedora CBS Records
- 1987 Puccini: Il Tabarro	Eurodisc
- 1987 Umberto Giordano: Andrea Chenier CBS Records
- 1988 Puccini: Gianni Schicchi	Eurodisc
- 1988 Puccini: Suor Angelica Eurodisc
- 1988 Rossini: Barbiere di Siviglia, Patanè/Bartoli/Nucci/Fissore, Decca
- 1989 Mascagni: Iris, Plácido Domingo/Bonaldo Giaiotti/Chor des Bayerischen Rundfunks/Conchita Antunano/Gabriella Ferroni/Giuseppe Patané/Heinrich Weber/Ilona Tokody/Juan Pons/Münchner Rundfunkorchester/Sergio Tedesco, Sony BMG
- 1989 Cecilia Bartoli: Rossini Arias, Arnold Schoenberg Chor/Cecilia Bartoli/Giuseppe Patanè/Wiener Volksopernorchester, Decca
- 1993 Donizetti: Lucia Di Lammermoor [Highlights] Corona Classic Collection
- 1993 Rossini: Il Barbiere Di Siviglia	 London
- 1993 Verdi: Die Macht des Schicksals, Excerpts Berlin Classics
- 1993 Verdi: La Traviata Orfeo
- 1993 Verdi: La Traviata [Highlights] Berlin Classics
- 1995 Donizetti: Lucia di Lammermoor Curb
- 1996 Verdi: Simon Boccanegra Hungaroton
- 1998 Verdi: Aida Excerpts in german Berlin Classics
- 1998 Bizet: Carmen Excerpts in german Berlin Classics
- 1998 Verdi: La Forza del Destino	Myto Records
- 2001 Verdi: Don Carlos (Excerpts in german) EMI Music Distribution
- 2003 Donizetti: Maria Stuarda Philips
- 2005 Bellini: I Capuleti e i Montecchi – Gala Records
- Bellini: I Capuleti e i Montecchi – EMI Music Distribution
- Ponchielli: La Gioconda – Myto Records
- Puccini: Madama Butterfly – Hungaroton
- Verdi: Un Ballo in Maschera – GAO
- Verdi: La Traviata – Madacy
- Verdi: Messa da Requiem – Berlin Classics
- Nel 1968 il Maestro Giuseppe Patané dirige la colonna sonora della Traviata, film di Mario Lanfranchi con Anna Moffo, Franco Bonisolli e Gino Bechi